# Габріель д'Естре

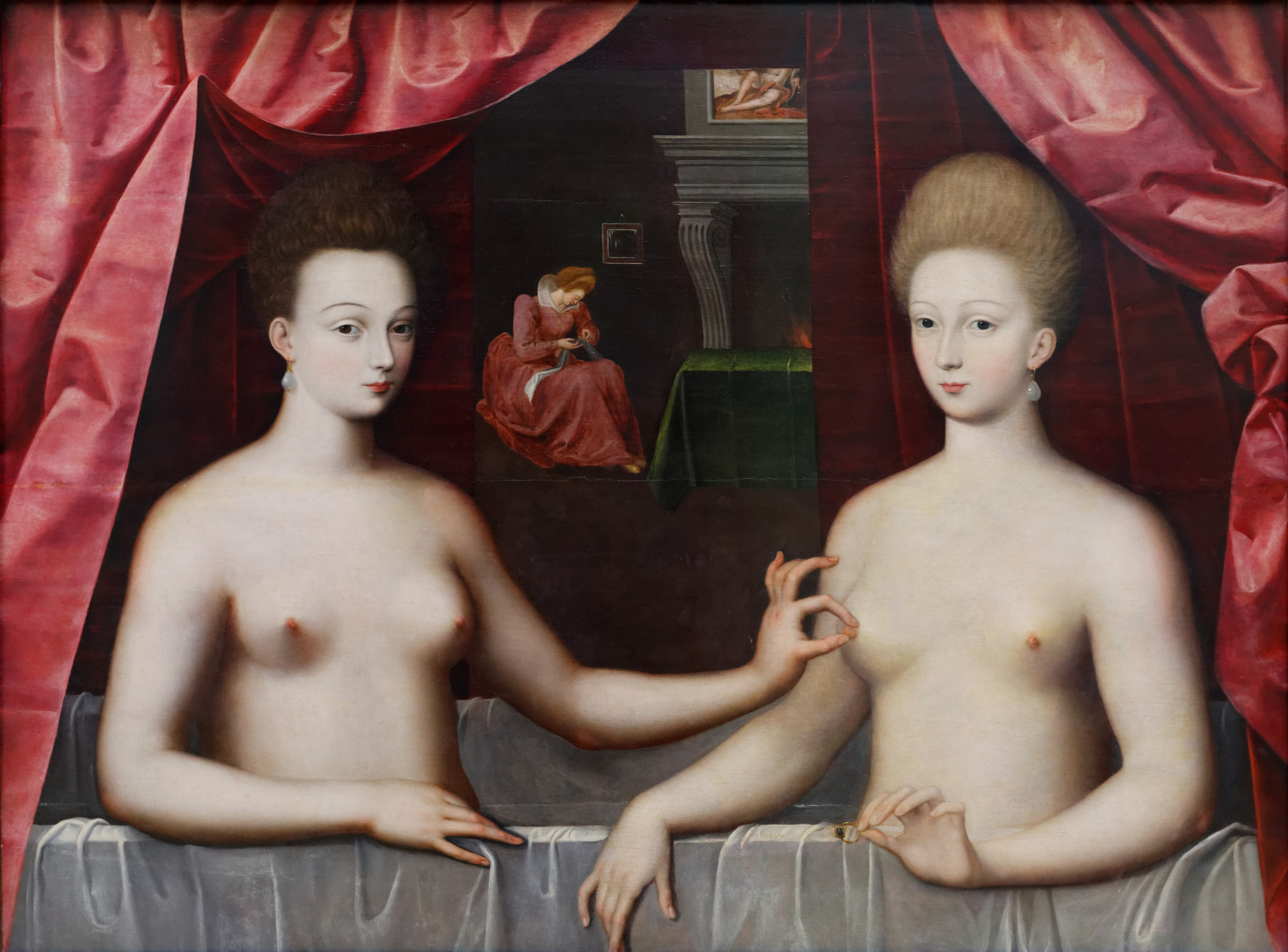
Габріель д'Естре з сестрою, Лувр,Париж

Габріель д'Естре (фр. Gabrielle d'Estrées, duchesse de Beaufort et Verneuil, marquise de Monceaux (фр. вимова: [ɡabʁiɛl dɛstʁe]; 1573, Монлуї-сюр-Луар — 10 квітня 1599, Париж) — перша герцогиня де Бофор і де Верней, маркіза де Монсо, офіційна фаворитка короля Генріха IV Великого.

## Біографія
Народилася в 1573 (за іншою версією в 1571 або 1570) році шостою з вісьмох дітей начальника артилерії Антуана д'Естре і його дружини, Франсуази Бабу де Лабурдезьер.
За твердженнями деяких сучасників, у віці 16 років за шість тисяч екю була продана матір'ю королю Генріху III.
Королю дівчина нібито не сподобалася (вона нагадувала Генріху його нелюбу дружину Луїзу), і ходили чутки, що надалі Габріель досить довго переходила з рук у руки: належала італійському фінансисту Себастіану Замету, рік жила з кардиналом де Гізом, потім послідовно належала герцогові де Лонгвилю і Роже де Бельгарда, а також кільком дворянам з околиць замку Кевр, поки в 1590 з нею не познайомився король Генріх IV. Версія, згідно з якою, саме Бельгард представив Габріель королю, і той її у нього забрав, є найпопулярнішою, бо про це кілька разів згадує Тальман де Рео у своєму збірнику анекдотів.
Генріх зробив її своєю коханкою і для виду в лютому 1591 року обвінчав з Ніколя д'Амерваль де Ліанкуром (шлюб був розірваний у 1594 році). Красива і дотепна Габріель справляла великий вплив на короля, завдяки своїй фаворитці Генріх прийняв католицизм і хотів навіть розлучитися з Маргаритою Валуа і звести Габріель на престол.
Зведена в герцогині де Бофор і маркізи де Монсо, Габріель була скромною і не використовувала свій вплив на короля на зло, а тому здобула загальну прихильнісь двору. В червні 1594 року, через три місяці після проголошення Генріха королем Франції, д'Естре народила сина, якого на честь Гая Юлія Цезаря назвали Сезаром. 1595 року король узаконив хлопчика, а в 1598 подарував йому титул герцога Вандомського.
26 березня 1596 року в Руані Габріель народила дочку Катерину-Генрієту, яка своєю чергою була названа на честь рідної тітки, батькової сестри Катерини де Бурбон, яка була близькою подругою Габріель. Ще одного королівського бастарда, сина Олександра фаворитка народила в 1598. Тепер Габріель д'Естре могла повноправно стати дружиною Генріха і королевою Франції, все було готове до весілля, але на Страсному тижні 1599 року, Габріель на четвертому місяці вагітності була отруєна фруктами, надісланими їй від імені її нареченого Генріха IV, і 10 квітня померла. При дворі подейкували, що фаворитку отруїли представники тих придворних кіл, які були зацікавлені в укладанні шлюбу короля з представницею сімейства Медічі. Габріель була похована в абатстві Нотр-Дам-ла-Рояль де Мобюїссон в Іль-де-Франсі.
17 грудня 1600 року в Руані король одружився з тосканською принцесою Марією Медічі, яка згодом народила шістьох законних дітей, зокрема й майбутнього короля Франції Людовіка XIII Справедливого.
Приписувані Габріель «Mémoires» (П., 1829; нове вид., 1852) — ймовірно, підробка.

## Родина
Від зв'язку з Генріхом IV мала дітей:
- Сезар (1594—1665), з 1598 1 герцог де Вандом. Дружина з 1608 р. — Франсуаза Лотаринзька(1592—1669), 3 герцогиня де Меркер і герцогиня де Пант'євр
- Катерина Генрієтта (1596—1663), знана як «Мадмуазель де Вандом»; чоловік з 1619 — Карл II Лотаринзький(1596—1657), 2 герцог д Ельбеф, граф д'Аркур, в шлюбі народила шістьох дітей.
- Александр де Вандом (1598—1629), знаний як «Шевальє де Вандом», великий пріор Мальтійського ордену, в 1626 році брав участь у змові проти кардинала Рішельє, за що був запроторений в Венсенський замок, де і помер.
- мертвонароджений син (1599).

## В літературі
- Габріель д'Естре одна з головних героїнь роману Генріха Манна «Зрілі роки короля Генріха IV» (1938).
- Головна героїня роману Огюста Маке «Прекрасна Габріель або Дочка Мельника» (1855).
- Вольфрам Флейшгауер «Пурпурна лінія».